# Vicariat apostolique de Reyes
Le vicariat apostolique de Reyes (en latin : Vicariatus Apostolicus Reyesensis ; en espagnol : Vicariato apostólico de Reyes) est un vicariat apostolique de l'Église catholique en Bolivie directement soumis au Saint-Siège.

## Territoire

Vicariat de Reyes

Il comprend les provinces d'Abel Iturralde et Sud Yungas du département de La Paz, les autres provinces de ce département sont dans l'archidiocèse de La Paz, les diocèses de Coroico et El Alto et la prélature territoriale de Corocoro.  Il a aussi sous sa juridiction la province de José Ballivián du département de Beni, l'autre partie de ce département est gérée par les vicariats apostoliques  d'El Beni et Pando.
Son territoire a une superficie de 60 000 km2 divisé en 16 paroisses. L'évêché est à Reyes où se trouve la cathédrale des rois mages.

## Histoire
Le vicariat apostolique est érigé le 1er septembre 1942 par la constitution apostolique Quo Christianum Nomen du pape Pie XII en prenant une partie du  territoire du vicariat apostolique d'El Beni. La mission est confiée aux rédemptoristes de la province de Strasbourg, puis de la province helvétique à partir de 1970. Waldo Rubén Barrionuevo Ramírez est le premier rédemptoriste bolivien qui est vicaire apostolique de Reyes.

## Évêques
- Jean Claudel, C.Ss.R (14 juillet 1943 - 12 décembre 1955)
- José Alfonso Tscherrig, C.Ss.R (11 décembre 1956 - 11 décembre 1970)
  - Sede vacante (1970-1973)
- Roger-Émile Aubry, C.Ss.R (14 juin 1973 - 1º mai 1999)
- Karl Bürgler, C.Ss.R (1er mai 1999 - 18 février 2019)
- Waldo Rubén Barrionuevo Ramírez, C.Ss.R (1er juin 2019 - 7 juillet 2022)
  - Eugenio Coter (9 juillet 2022 - ) (administrateur apostolique)